# Divisione auto-amministrata Wa
La divisione auto-amministrata Wa (in lingua birmana: ဝ ကိုယ်ပိုင်အုပ်ချုပ်ခွင့်ရ တိုင်း, trascrizione IPA: wa̰ kòbàɪɴ ʔoʊʔtɕʰoʊʔ kʰwɪ̰ɴja̰ táɪɴ) è una suddivisione amministrativa di primo livello della Birmania, come gli Stati e le Regioni del paese. Il territorio si trova nel corridoio compreso tra le profonde gole dei fiumi Saluen e Mekong, nella zona orientale dello Stato Shan, ai confini con la provincia cinese dello Yunnan. La divisione è composta dalle 6 township di Hopang, Mongmao, Pangwaun, Namphan, Matman e Pangsang, ed il capoluogo è la città di Hopang.
La creazione delle zone auto-amministrate del paese era prevista nella nuova Costituzione del 2008, ed è stata ufficializzata con un decreto del 20 agosto 2010. La zona viene auto-amministrata da membri dell'etnia wa.